# 冬青櫟
冬青櫟（学名：Quercus ilex）是一种来自于地中海地区的常绿大型栎属树木。它和栓皮栎一样属于栎属中的白栎，它们可以在一个夏季里就成熟。16世纪它被引入英国，今天这些最老的英国冬青栎还活着。在意大利西西里岛上有一棵冬青櫟据传有700年的树龄了。在马耳他有一片树林里的树木据说有500至1000年的树龄。冬青櫟是马耳他的国树。在迦太基占据马耳他岛之前它是岛上的主流树木。

## 描述
冬青櫟可达5至20公尺的高度，偶尔甚至达28公尺，树桩的直径可以达1.4公尺。一般樹龄达200至500年。树冠宽大，呈球形，往往有多个树干。树皮为棕黑色至黑色，可以很长时间保持光滑。老树的树皮会有小片剥落。
叶互生，新叶一般6月萌芽，一开始银白色，随后变成淡黄色，最后成深绿色。新叶到处长毛，后来只有背面还有毛。叶的形状和枝杈不同。叶柄一般1至2厘米长，也长满密集的毛。叶长约5至10公分。普通的叶有椭圆形的，也有几乎完全是圆形的，它的尖端有的是尖的，有的是圆的，叶的边缘有光滑的，也有有尖的。
花期从5月到6月。每株花的性别都是单一的，雌雄異株。
坚果淡绿色，长约2公分。其一半被带毛的殼斗包裹，殼斗上有三角形的鲮。松鼠、松鸦等动物传播果实。

## 分布
冬青櫟是典型的地中海树木。从葡萄牙到土耳其、从摩洛哥到突尼斯均有分布。在有些地方它们也到达类似地中海气候的地区，比如法国大西洋海岸和加尔达湖。在不列颠群岛上除了在苏格兰北部外它们可以越冬，在那里经常在公园和花园里有种植，也有一些种子野生的。在德国它们只有在最温暖的地方可以越冬，因此很少有种植。

## 分类
冬青櫟分两个亚种。

## 应用
种子可以生吃也可以煮熟了吃，其味道甜或者苦。冬青櫟的种子可以加工成咖啡取代品或者咖啡油的取代品。
不同昆虫的幼虫导致的癭可以当作药用。树皮可以提取柯里拉京。
冬青櫟的木头很硬，可以做家具，即使不干燥也是非常好的燃烧木料。
在伊比利亚半岛上冬青櫟对传统的养猪业也很重要。在这里他们种植冬青櫟树林，在种子熟的时候把猪放到林间让它们吃掉下来的种子。这样培养的猪肉有特别的味道、颜色和感觉（伊比利亚火腿）。